# Huangpi Nan Lu
Huangpi Nan Lu (chiń. 一大会址·黄陂南路站) – stacja metra w Szanghaju, na linii 1. Zlokalizowana jest pomiędzy stacjami Renmin Guangchang i Shaanxi Nan Lu. Została otwarta 10 kwietnia 1995.